# Pseudolaguvia tenebricosa
Pseudolaguvia tenebricosa és una espècie de peix de la família Erethistidae i de l'ordre dels siluriformes.

## Morfologia
- Els mascles poden assolir 3,2 cm de longitud total.[5]

## Hàbitat
És un peix d'aigua dolça i de clima tropical.

## Distribució geogràfica
Es troba a Àsia: Myanmar.